# Vredesuitvoeringsraad

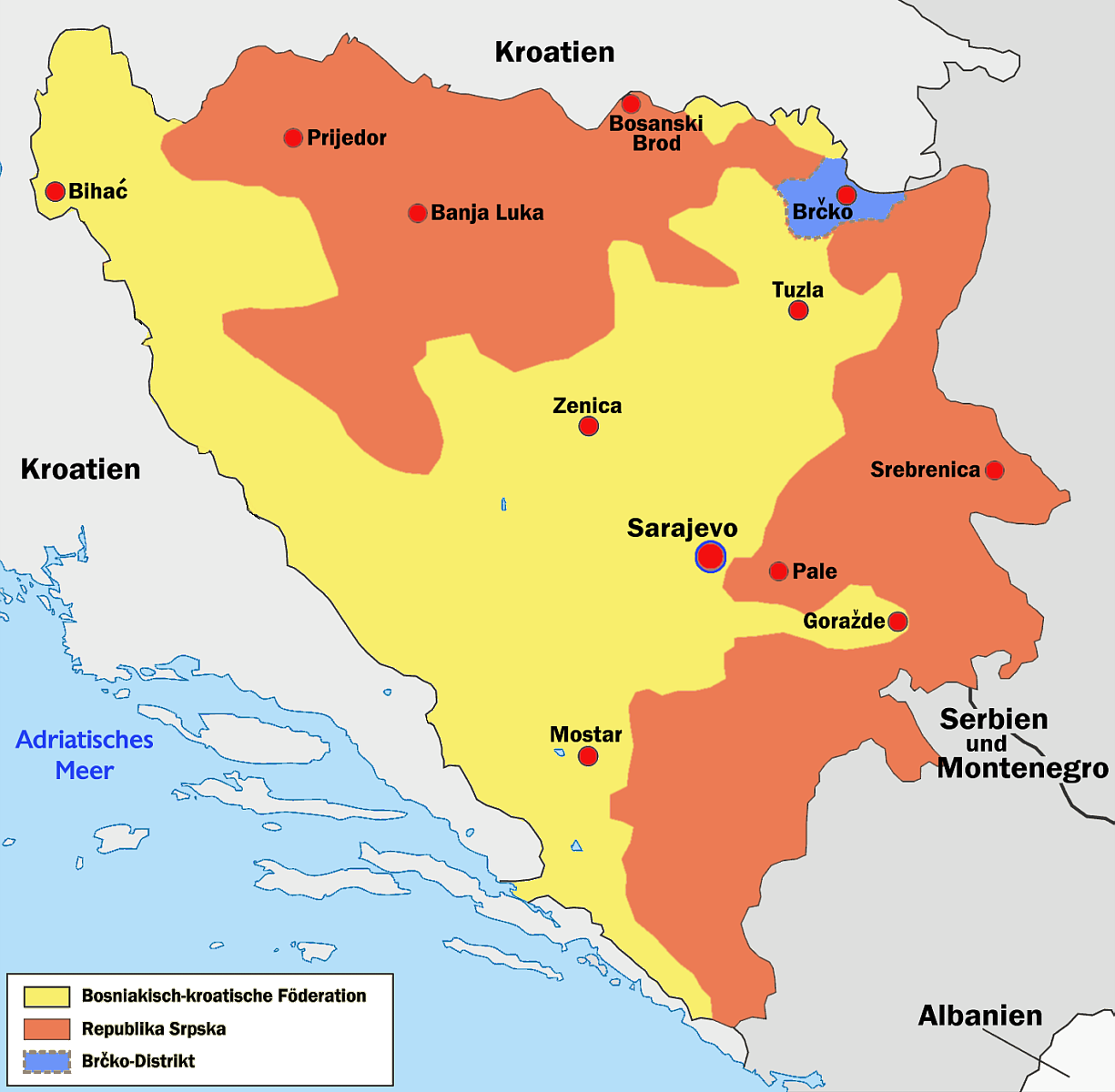
Bosnië en Herzegovina

De Vredesuitvoeringsraad is een internationale organisatie die na de Bosnische Burgeroorlog werd opgericht om Bosnië en Herzegovina te besturen en het Verdrag van Dayton uit te voeren. De PIC werd opgericht tijdens een conferentie over hoe het verder moest met Bosnië en Herzegovina die op 8 en 9 december 1995 werd gehouden in Londen.
De Vredesuitvoeringsraad bestaat uit 55 landen en internationale organisaties die betrokken zijn bij het vredesproces, waaronder België, Nederland, Servië en Montenegro (vroeger samen als de Federale Republiek Joegoslavië), Macedonië, de Raad van Europa, het Internationaal Comité van het Rode Kruis, het Joegoslavië-tribunaal, het Internationaal Monetair Fonds, de Wereldbank, de NAVO, de OVSE en de VN. Vroeger maakten ook het UNTAES en de Brčko-arbitragecommissie deel uit van de PIC, maar deze organisaties werden eind jaren 1990 opgeheven. Deze landen en organisaties zijn of waren betrokken bij de wederopbouw van Bosnië en Herzegovina, voorzagen in noodhulp of leverden manschappen voor de internationale troepenmacht in het land.
De hoge vertegenwoordiger voor Bosnië en Herzegovina neemt het dagelijks bestuur van Bosnië en Herzegovina waar. Hij krijgt de politieke leiding over de stuurraad van de PIC, die bestaat uit Canada, Duitsland, Frankrijk, Italië, Japan, Rusland, het Verenigd Koninkrijk, de Verenigde Staten, de voorzitter van de Europese Unie, de Europese Commissie en de Organisatie van de Islamitische Conferentie, vertegenwoordigd door Turkije.
Daarnaast zijn er ook een aantal waarnemers, waaronder Australië, Zuid-Afrika, Vaticaanstad, de Centrale Bank van Bosnië en Herzegovina, de Europese Investeringsbank, de Ombudsman voor de Mensenrechten in Bosnië en Herzegovina, de Internationale Federatie van Rode Kruis- en Rode Halve Maanverenigingen en de Internationale Migratieorganisatie.